# Sergueï Mikhaïlovitch Ignatiev
Sergueï Mikhaïlovitch Ignatiev (russe : Серге́й Михайлович Игнатьев), né le 10 janvier 1948 à Leningrad en Union des républiques socialistes soviétiques, est un économiste russe. Il a été président de la Banque centrale de Russie du 20 mars 2002 au 24 juin 2013.
Il a le grade civil de conseiller d'État effectif de la fédération de Russie de 1re classe.

### Source de la traduction
- (en) Cet article est partiellement ou en totalité issu de l’article de Wikipédia en anglais intitulé « Sergey Mikhaylovich Ignatyev » (voir la liste des auteurs).